# Cirano di Bergerac (film 1950)
Cirano di Bergerac (Cyrano de Bergerac) è un film del 1950 diretto da Michael Gordon tratto dall'opera teatrale di Edmond Rostand.

## Distribuzione
I diritti del film sono scaduti negli Stati Uniti, dove la pellicola è pertanto entrata nel pubblico dominio. È distribuita sia in DVD sia in Blu-ray Disc.

## Riconoscimenti
- 1951 - Premio Oscar
  - Miglior attore protagonista a José Ferrer
- 1951 - Golden Globe
  - Miglior attore in un film drammatico a José Ferrer
  - Migliore fotografia a Franz Planer
  - Candidatura come miglior film drammatico
  - Candidatura come miglior attrice debuttante a Mala Powers
- 1950 - National Board of Review Award
  - Migliori dieci film
- 1952 - Directors Guild of America
  - Candidatura come migliore regia a Michael Gordon
- 2022
  - è stato selezionato per la conservazione nel National Film Registry degli Stati Uniti dalla Biblioteca del Congresso come "culturalmente, storicamente o esteticamente significativo"[1].